# Kuče
 Kuče  falu Horvátországban Zágráb megyében. Közigazgatásilag Velika Goricához tartozik.

## Fekvése
Zágráb központjától 19 km-re, községközpontjától 7 km-re délkeletre, a Túrmező síkságán a Száva-Odra csatorna mellett fekszik. 

## Története
A települést 1466-ban említik először. Az itt 1521-ben keltezett Čunčić-oklevél az egyik legrégibb kaj horvát nyelvű papírra vetett írásos dokumentum. 
1225-ben IV. Béla még szlavón hercegként a zágrábi várhoz tartozó egyes jobbágyokat nemesi rangra emelt, akik mentesültek a várispánok joghatósága alól és a zágrábi mező (Campi Zagrabiensis) nemeseinek közössége, azaz saját maguk által választott saját joghatóság (comes terrestris) alá kerültek. Az így megalakított Túrmezei Nemesi Kerülethez tartozott a település is, a Vrhovlje járás része volt. 
A falu és környéke a 16. századtól sokat szenvedett a gyakori török támadások miatt. Amikor 1592-ben Hasszán boszniai pasa végigpusztította a Túrmezőt és mintegy 35000 lakost hurcolt rabságba számos ősi túrmezei család pusztult ki és nem maradt egyetlen ép falu sem. A török veszély megszűnése annak a nagy győzelemnek köszönhető, melyet az egyesült  horvát és császári sereg 1593. június 22-én Sziszeknél aratott a török felett. 
A falu a múltban két részre, Gornje és Donje Kuče, más néven  "Gorence" és "Dolence" településkre oszlott. Gornje Kuče lakói egykor a Držanić, Fabijančić, Majdak, Majdešić, Čunčić, Lučić, Videković, Berković, Paleon és Horvačić családok, Donje Kuče lakói a Pukanić, Puceković, Čunčić, Malčić, Horvačić, Gjuvanić, Vihlaj és Novak családok voltak. A családok vagyonosak és népesek voltak. Itt született 1609-ben a neves jezsuita író és nyelvész Juraj Habdelić, akit a közeli Staro Čičén kereszteletek, ahova akkor a falu tartozott. Később a plébánia székhelyét Vukovinára helyezték át. 
A túrmezei kerület megszüntetése után a falut is a Zágráb vármegyéhez  csatolták. 1857-ben 285, 1910-ben 387 lakosa volt. Trianon előtt Zágráb vármegye Nagygoricai járásához tartozott. Kuče 167 főt adott a honvédő háború idején harcoló horvát alakulatokba, akik a dubrovniki, a vukovári és a Kupa menti harcokban vettek részt. 2001-ben a falunak 330 lakosa volt. Egyházilag a vukovinai Mária Látogatása plébániához tartozik.
A falunak labdarúgó és kosárlabdapályája, sportháza, közösségi háza, alapiskolája van. Egyesületei közül említésre méltó a Turopoljac labdarúgóklub, az énekegyüttes, az önkéntes tűzoltóegylet és a honvédő háború veteránjainak egyesülete.

## Lakosság
| Lakosság változása | Lakosság változása | Lakosság változása | Lakosság változása | Lakosság változása | Lakosság változása | Lakosság változása | Lakosság változása | Lakosság változása | Lakosság változása | Lakosság változása | Lakosság változása | Lakosság változása | Lakosság változása | Lakosság változása |
| ------------------ | ------------------ | ------------------ | ------------------ | ------------------ | ------------------ | ------------------ | ------------------ | ------------------ | ------------------ | ------------------ | ------------------ | ------------------ | ------------------ | ------------------ |
| 1857               | 1869               | 1880               | 1890               | 1900               | 1910               | 1921               | 1931               | 1948               | 1953               | 1961               | 1971               | 1981               | 1991               | 2001               |
| 594                | 617                | 668                | 716                | 860                | 849                | 857                | 900                | 947                | 962                | 989                | 938                | 893                | 1023               | 1226               |

## Nevezetességei
- Szent Fábián és Sebestyén vértanúk tiszteletére szentelt temploma[3] a falu északi részén található. A 20. század elején épült egy régebbi fakápolna helyén. Egyhajós, tágas, négyszögletes alaprajzú épület, a hajónál keskenyebb, sokszög záródású szentéllyel. Az egyemeletes sekrestye a déli fal mentén, a harangtorony a főhomlokzat északi sarkában található. A főhomlokzat előtt háromrészes előcsarnok áll. A homlokzatot historizáló stílusban tervezték, a romanika és a német reneszánsz stílus elemeivel. A templom belsejét a konzolokra támaszkodó famennyezet fedi. A Szent Fábián és Sebestyén főoltár művészi értékkel bír, a 17. századból származik, az 1640-es években készült.

- Szent Flórián tiszteletére szentelt  kis kápolnáját innen elszármazott amerikaiak építtették.

- A Túrmező délkeleti részén a Turopljski Lug erdőben található a Krčka-kapu.[4] Eredetileg 1779-ben egy fakaput emeltek ide a szántóföldek kialakítása miatt végzett nagy erdőirtások emlékére. Az 1914-es árvizek után 1916-ban új betonkaput építettek, mely két, gazdagon díszített oszlopból áll, amelyeket kazettás gerendával kötöttek össze, és amelyre egy latin felirat került. Ritka példája az emberi munka tiszteletére állított emlékműveknek.

- Védett műemlék az egykori iskola emeletes faépülete.[5] Az iskola jelentős a település kultúrtörténete szempontjából. 1923-ban Kuče első iskolájaként építették azon a telken, ahol a korábban a nemesi kerület judikátusi székháza állt. Az építést a kerület nemesi önkormányzata Nikola Hribarra bízta. Az iskola az első emeleten öt osztállyal kezdte működését, a földszinti utcára néző helyiséget pedig a nemesi önkormányzat üléseire használták. A többi földszinti helyiség tanári lakás volt. Az épület 1970-ig töltötte be az iskola funkcióját, azóta a település különböző szükségleteire használják.

## Híres emberek
- Itt született 1609. április 17-én Juraj Habdelić író, nyelvész, a zágrábi jezsuita egyetem rektora.
- Itt született 1889. március 31-én Franjo Lučić zeneszerző, zenepedagógus, orgonaművész, a zeneelmélet professzora.